# Сетевиле (Рим)
Сетевиле је насеље у Италији у округу Рим, региону Лацио.
Према процени из 2011. у насељу је живело 4851 становника. Насеље се налази на надморској висини од 77 м.